# Phytobia flavohumeralis
Phytobia flavohumeralis är en tvåvingeart som beskrevs av Sehgal 1968. Phytobia flavohumeralis ingår i släktet Phytobia och familjen minerarflugor. Inga underarter finns listade i Catalogue of Life.